# き花

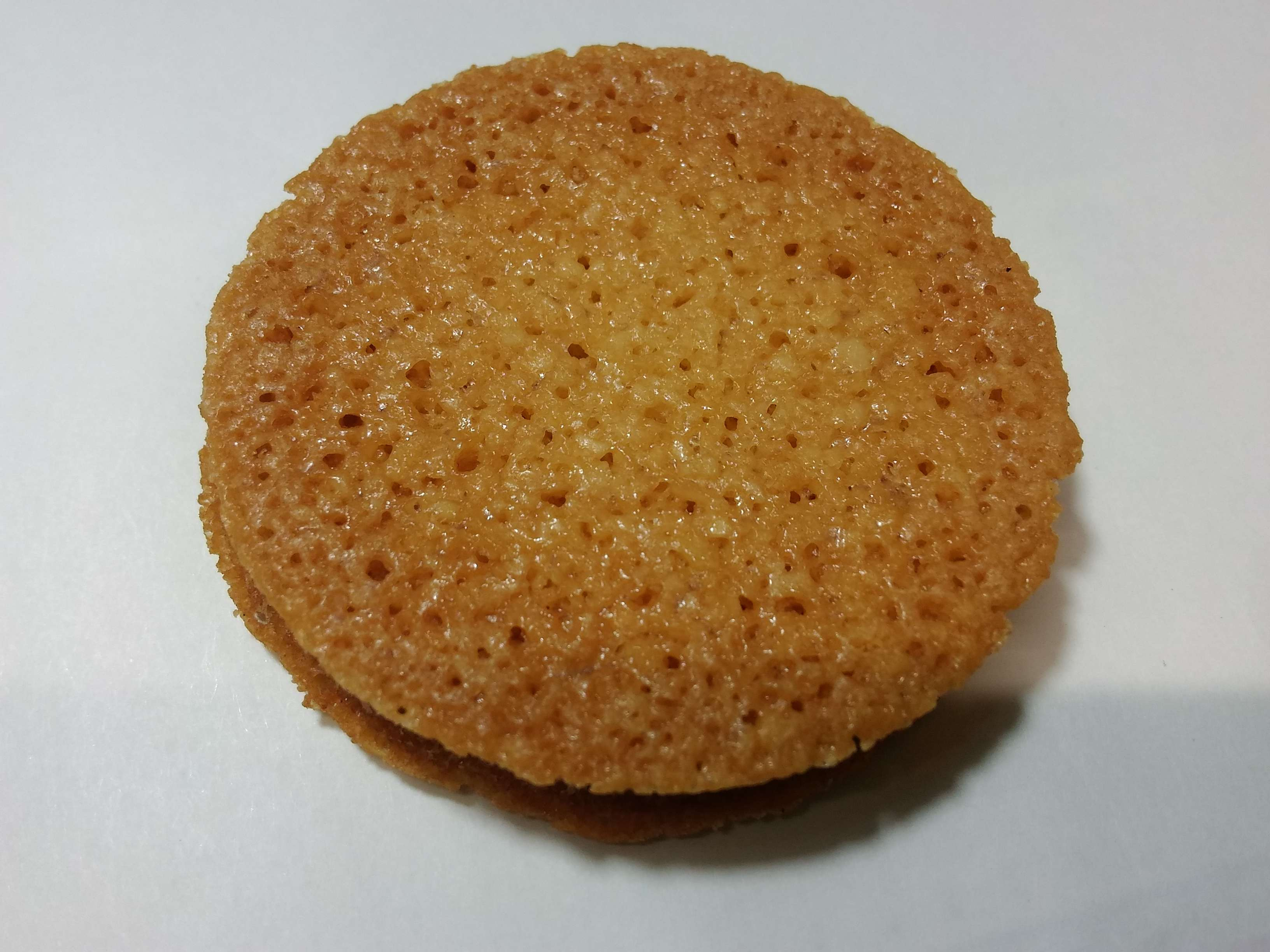
き花

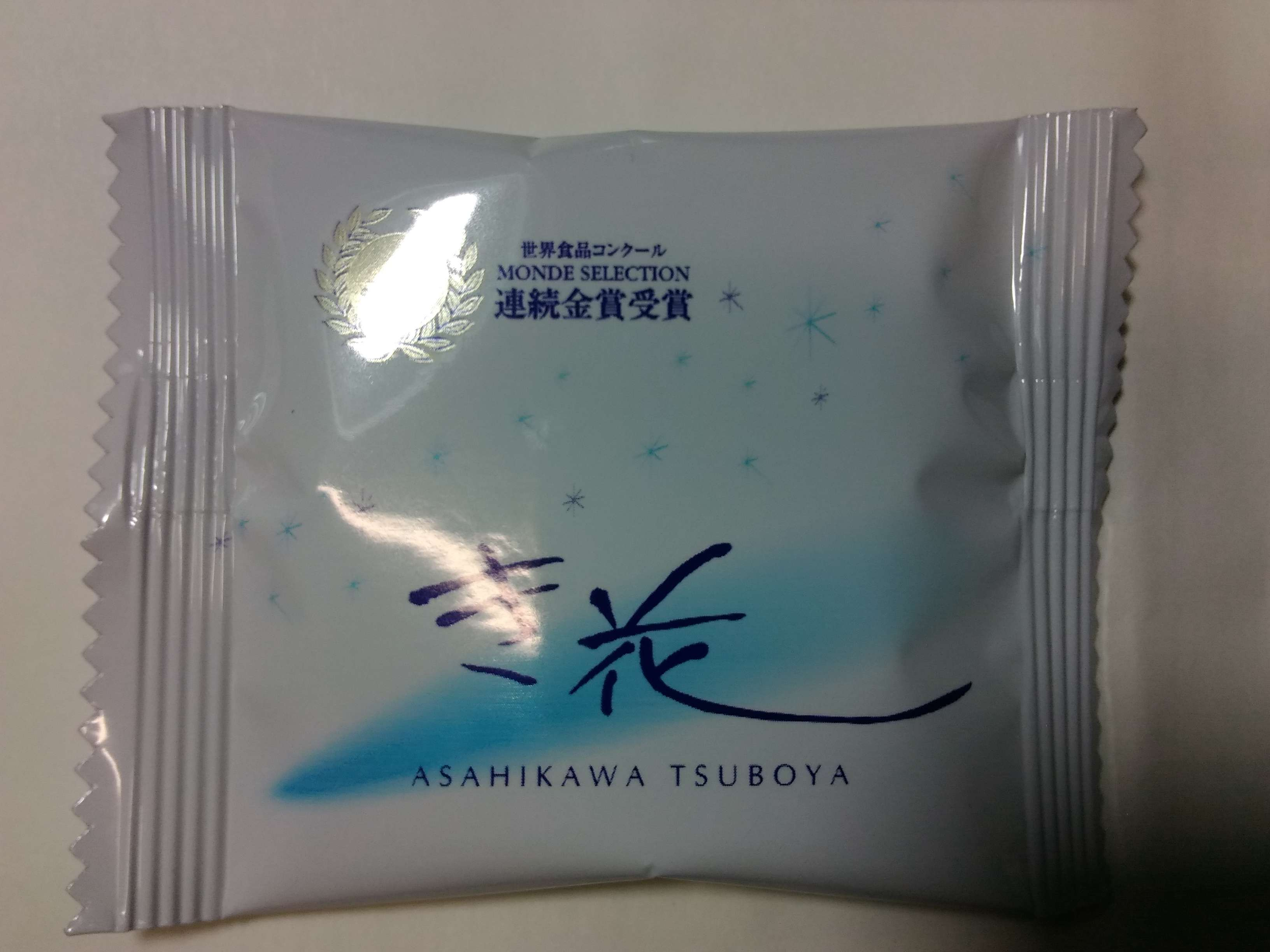
き花（パッケージ）

き花（きばな）は、北海道旭川市の壺屋総本店が製造・販売している菓子である。

## 概要
アーモンドガレットでクーベルチュールホワイトチョコレートを挟んだものである。
商品名の由来は、漢字で「霧華」と書き、歌人で第7師団参謀長の斎藤瀏（斎藤史の父）が、短歌で用いたダイヤモンドダストを意味する造語がもとになっている。1982年（昭和57年）より販売。
1990年（平成2年）と2014年（平成26年）にモンドセレクションの最高金賞受賞。長年モンドセレクションへの出品を続け、き花発売30周年を迎えた2011（平成23）年度には「日本一の最多受賞」として特別認定された。RocketNews24では「至高の菓子」と評されている。